# Patricia Morrison
Patricia Morrison   (Los Angeles, 14 de gener de 1962) nom artístic de Patricia Anne Rainone és una baixista, cantant i compositora estatunidenca. Ha treballa amb els grups Bags, the Gun Club, Fur Bible, the Sisters of Mercy, i the Damned.

## Biografia
Patricia Anne Rainone va estar activa a l'escena punk rock de Los Angeles, Califòrnia, fins i tot abans de graduar-se de l'escola secundària el 1979, després d'haver tingut un interès primerenc per la música: "Quan tenia 12 anys, vaig estalviar cada cèntim per comprar-me una guitarra. Vaig anar a la botiga de guitarres i em vaig adonar que em podia permetre la guitarra, però no les lliçons ni la manera d'arribar-hi, ja que la meva mare treballava. Així que vaig sortir de la botiga amb les mans buides, una decisió de la qual sempre em penediré". Membre fundadora dels Bags, Morrison digué: "Vaig començar una banda amb dues núvies al final de la nostra adolescència, el punk va aparèixer i això va decidir el meu futur. Hi tenia molt poc a fer. Volia ser veterinària, però no m'ho podia permetre".
Rainone i Alicia Armendariz, també coneguda com Alice Bag, es van conèixer a l'escola i van formar la seva primera banda, Femme Fatale, en '1975/1976', més tard rebatejada Masque Era. Inicialment guiades per la purpurina i el glam, encara que enamorades de la música punk, van fer alguns concerts locals. Un concert de 1977 amb els Germs els va inspirar a avançar cap a un so més punk i a formar els Bags, amb Janet Koontz com a guitarrista. La banda portava bosses al cap a l'escenari. Morrison recorda: "Els Bags estavem tocant en algun lloc molt aviat i la meva mare va venir corrents per l'entrada d'artistes cridant "Patricia, has oblidat la teva bossa!" La meva mare assegurant-me que tingués una bossa per posar-me al cap és un moment especial en el temps.'' Van llançar un senzill, Survive, el 1978, però Morrison va abandonar l'any següent després d'una baralla amb Alice Bag i va continuar cofundant Legal Weapon amb Kat Arthur el 1980, actuant sota el nom artístic "Patericia" (sic). El grup va llançar un EP anomenat No Sorrow el 1981. El mateix any va assumir el cognom Morrison després de casar-se amb Rick Morrison de Catholic Discipline.

Preguntada en una entrevista del 2003 si era difícil que la prenguessin seriosament com a dona músic als anys setanta, la Patricia va respondre:
| « | No va ser difícil, era impossible. Tu ets cantant o teclista. Els nois de les bandes ens feien humor, cosa que va ser agradable, però va ser el punk el que va canviar la dominació masculina a la música, almenys durant un temps. Ara tornem a ser les noies en segon pla, tret que tinguis el cul i les mamelles ben notoris, un estilista i un equip de compositors. El talent ja no és el que era. | » |

| « | Totes les dones amb les quals he jugat han estat personatges forts i, d'alguna manera, més decidides que els homes. A més, aleshores t'havies d'esforçar més si eres una noia. Quan vaig començar a tocar amb dones primer, mai em va semblar estrany o diferent; devia ser per la personalitat de cada individu, així que no hi havia gaire diferència mirant-ho enrere. Homes i dones, tots teníem els mateixos problemes, oportunitats, companyonia i egos. | » |

Morrison va deixar Legal Weapon i es va unir al Gun Club el 1982, després de la persuasió de l'antic bateria de Bags Terry Graham. Va tocar el baix al seu àlbum de 1984, The Las Vegas Story, i va ser un dels membres de la banda de més durada, abans de marxar després de la seva segona gira a finals de 1984. Morrison cita això, tot i que hi va haver grans moments tocant amb el Gun Club i escrivint cançons amb el cantant. Jeffrey Lee Pierce, en última instància, ho va trobar frustrant a causa de l'enfocament poc cooperatiu de Pierce als negocis i les seves tendències d'auto-saboteig; "Adonar-me que Jeffrey era el seu pitjor enemic i, malgrat estimar la banda, no anava enlloc i em costava veure'l".

### Fur Bible
A principis de 1985 i ara vivint a Londres, Morrison va formar la banda Fur Bible amb el guitarrista Kid Congo Powers, que també havia sortit del Gun Club després de la seva gira al Regne Unit de 1984. També van convidar Tex Perkins, vocalista de la banda australiana Beasts Of Bourbon, després d'haver-lo conegut a la gira del Gun Club de 1983. Tex va viatjar degudament al Regne Unit per unir-s'hi, però se li va negar l'entrada perquè no havia aconseguit el visat necessari abans de sortir d'Austràlia. A continuació, Fur Bible va fer una petita gira a Holanda com a banda de suport, amb Morrison amb una perruca rossa de Dolly Parton a l'escenari, al Legendary Stardust Cowboy, per tal de reemborsar el promotor holandès que havia pagat el viatge de Tex. Congo Powers tenia problemes de permís de treball que el van mantenir a Amsterdam fins al juny, moment en què Tex finalment va poder unir-se a ells a Londres. No obstant això, no va tenir èxit i Tex va tornar a Austràlia. Fur Bible va llançar un EP de vinil, Plunder The Tombs, i es va embarcar en una gira de dos mesos per a la gira 'Cities In Dust' de Siouxsie and the Banshees. El concert final de Fur Bible va ser a Maastricht el març de 1986; la banda tenia una seixantena de dates més alineades, però durant la gira de Banshees Morrison havia estat convidada per Andrew Eldritch per unir-se a les Sisters of Mercy (que havien donat suport al Gun Club en la seva gira al Regne Unit de 1983), i va deixar Fur Bible. Kid Congo Powers va acceptar una oferta per unir-se a Nick Cave and The Bad Seeds.

### Sisters of Mercy
Morrison va tocar a l'àlbum Gift de 1986 (llançat sota el nom de grup the Sisterhood) i a l'àlbum de the Sisters of Mercy, Floodland de 1986 tot apareixent en els vídeos de promoció. Tal com diu Jennifer Park:
| « | L'elecció de Patricia Morrison com a baixista, començant pel seu treball a Floodland (1987), no va ser una decisió presa sense ponderar el seu valor estètic. Els vídeos musicals i les fotografies promocionals mostraven la noia pin-up gòtica perfecta amb les seves celles arquejades altes, el delineador d'ulls negre, els llavis vermells com la sang, els cabells cardats, les ungles llargues i negres i l'armari ple de fetitxos renaixentistes. | » |

La cançó de Sisters of Mercy "Lucretia My Reflection" va ser escrita per Eldritch sobre Morrison. La lletra la compara amb la figura històrica de Lucrezia Borgia. Preguntada sobre el seu record preferit de les Sisters of Mercy, Morrison va recordà: "Petra, muntant el meu petit cavallet àrab per la magnífica ciutat", (a la ubicació de la gravació del vídeo de Dominion). va deixar la banda a finals de 1989 reclamant que els diners que devia Eldritch no es van pagar.
A causa d'una demanda en curs amb Eldritch, Morrison va deixar temporalment de treballar com a músic i es va convertir en missatgera en moto a Londres, després li va dir a un entrevistador; "Vaig guanyar més diners que quan estava amb Sisters of Mercy, ha ha ha!". Va acabar quan li van robar el vehicle, però, afortunadament, aleshores Morrison estava tornant a la música i el 1994 va publicar un àlbum en solitari, Reflect on This. Va formar una banda i va fer una gira europea de tres mesos, però va trobar que alguns dels músics no tenien el compromís necessari i dissolgué el grup en tornar al Regne Unit.

### The Damned
Morrison havia estat amiga i fan musical de The Damned durant "molts anys", i el 1996, Captain Sensible va suggerir que s'unís a ells per substituir el baixista Paul Gray, que havia estat ferit per un got de cervesa llençat del públic durant un concert. El mateix any Morrison es casà amb el cantant principal de the Damned, Dave Vanian en Las Vegas. Morrison va tocar en el primer àlbum de The Damned en quinze anys, Grave Disorder de 2001, afirmant en una entrevista; "És l'únic enregistrament que he tocat mai amb el qual estic content i que puc escoltar sense desitjar que la majoria sigui diferent". A més de les llargues gires amb la banda, també es va fer càrrec d'organitzar aparicions i concerts. El 2005, després de donar a llum el fill de la parella l'any anterior, Morrison es va retirar oficialment de The Damned.
El 2019, Morrison va proporcionar la veu del personatge Annabelle al segon àlbum de la banda de punk de terror Sex, Death & the Infinite Void.